# Juvigné

Juvigné este o comună în departamentul Mayenne, Franța. În 2009 avea o populație de 1,412 de locuitori.